# Musca cineraria
Musca cineraria är en tvåvingeart som först beskrevs av Rossi 1794.  Musca cineraria ingår i släktet Musca, ordningen tvåvingar, klassen egentliga insekter, fylumet leddjur och riket djur.
Artens utbredningsområde är Italien. Inga underarter finns listade i Catalogue of Life.